# Berliner Straße 19 (Ruhland) und Druckerei Grubann

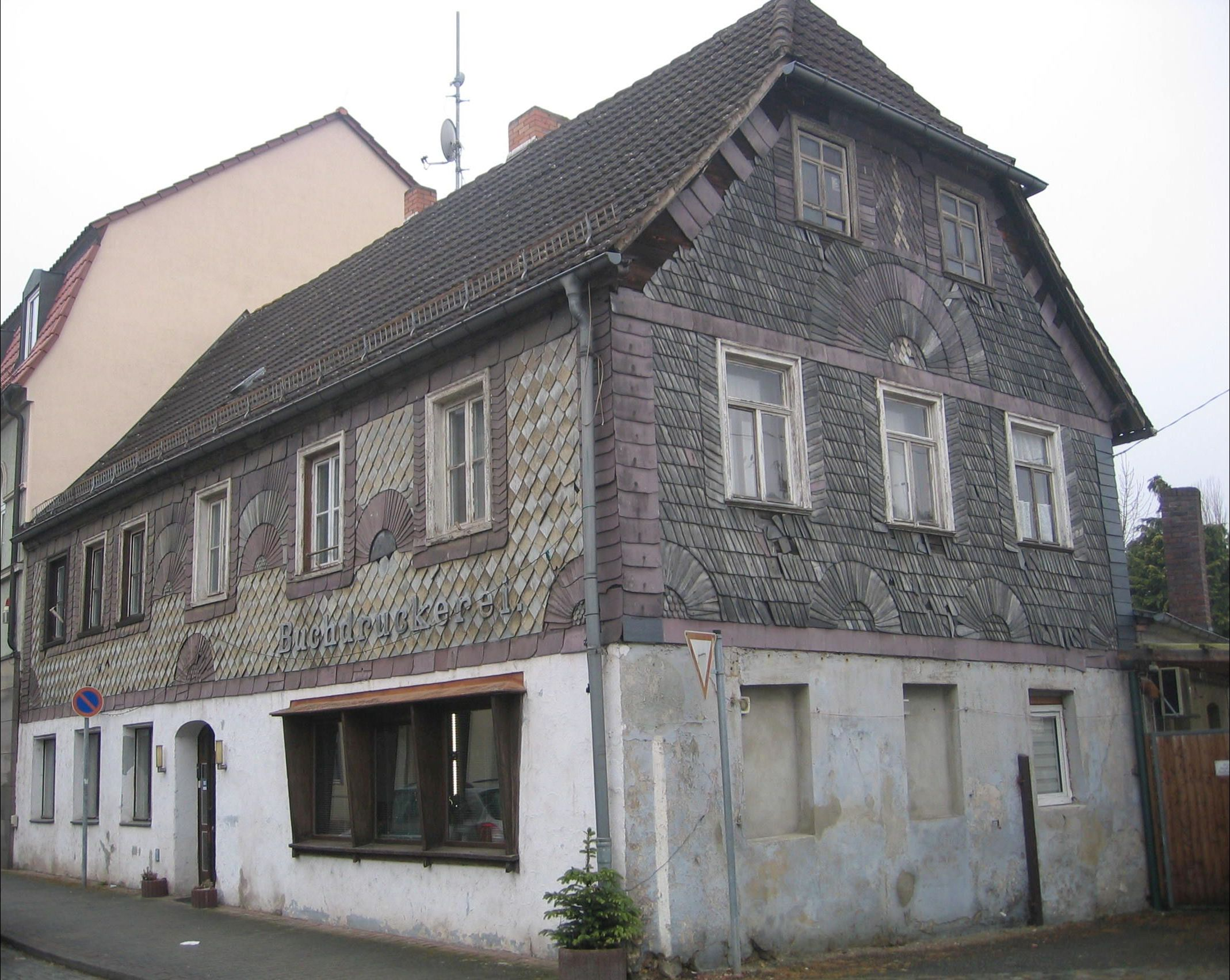
Berliner Str. 19, ehem. Buchdruckerei

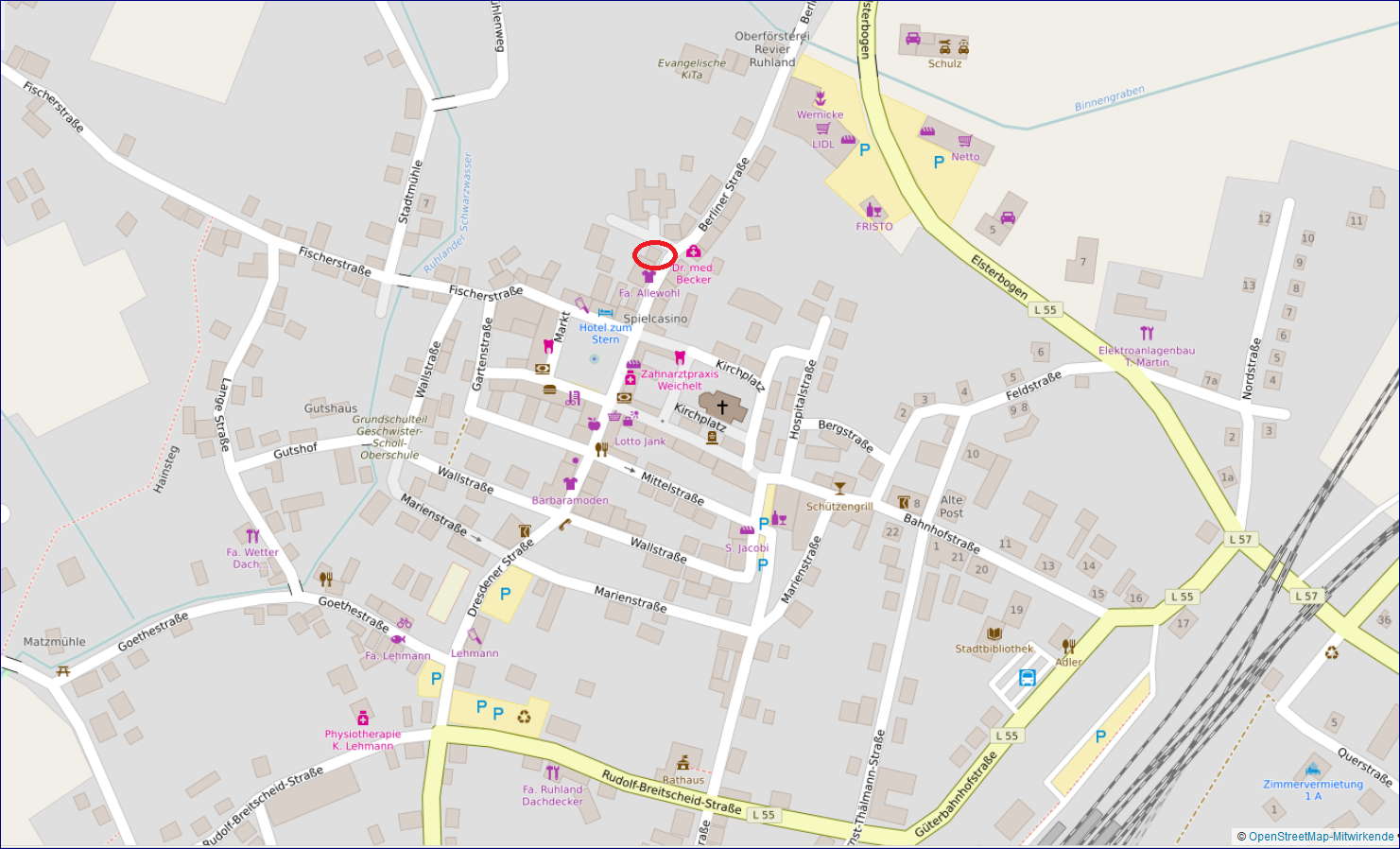
Stadtplan-Ausschnitt,
Berliner Str. 19 markiert

Das Gebäude Berliner Straße 19 in der Kleinstadt Ruhland im Landkreis Oberspreewald-Lausitz im Süden des Landes Brandenburg hat ein massives Erdgeschoss mit Fachwerkobergeschoss. Es ist in der Denkmalliste des Landes Brandenburg eingetragen und steht in der Liste der Baudenkmale in Ruhland. Hier befand sich früher der Sitz des Grubann-Verlages und eine zugehörige Buchdruckerei, in der auch die lokale Zeitung Elster-Chronik verlegt wurde.

## Geschichte
Das Gebäude wurde zwischen 1650 und 1700 nach einem Stadtbrand errichtet und zwischen 1800 und 1850 umgebaut und diente seitdem als Wohn- und Geschäftshaus.
Es handelt sich um einen zweigeschossigen, siebenachsigen Bau mit massivem Erdgeschoss, Fachwerk im Obergeschoss, einfach stehendem Dachstuhl und Krüppelwalmdach. Das Obergeschoss ist an der Nord- und Ostseite zweifarbig mit Schieferplatten verkleidet.

### Grubann-Verlag und Buchdruckerei
Carl Georg Grubann kam 1873 (im Alter von 25 Jahren) von Uhyst nach Ruhland, um hier eine Buchdruckerei zu eröffnen. 1875 begründete er eine regionale Zeitung, die zuerst als „Schlesisch-Sächsischer Anzeiger, Blatt für Unterhaltung und Geschäftsverkehr, …, besonders der Orte, Ruhland, Ortrand, Mückenberg, Bockwitz, Lauchhammer und Umgegend“ wöchentlich zweimal, seit 1891 dreimal, ab 1900 viermal und ab 1912 sechsmal erschien. Der Name wurde bereits im Oktober des Gründungsjahres auf die prägnante Bezeichnung Elster-Chronik geändert. Der industrielle Aufschwung ermöglichte ihm die Expansion des Betriebes nach Senftenberg und weitere Lokal-Ausgaben, wobei der Ruhlander Betrieb auch nach dem Umzug nach Senftenberg (am 9. Mai 1892) aufrechterhalten und die Stadt Ruhland wie auch Vereine weiter unterstützt wurden. Carl Georg Grubann starb am 1. Weihnachtsfeiertag 1921, die Geschäfte hatte er bereits zwei Jahre zuvor seinen beiden Söhnen Georg und Edmund übergeben.
Georg und Edmund Grubann durchliefen ab Ende Mai 1945 mehrere Arbeitslager, wobei Georg Grubann 60-jährig am 28. September 1945 in einem russischen Gefängnislazarett in Opole (Oppeln) verstarb. Im November 1945 wurde Edmund aus dem Gefängnis in Grudziądz (Graudenz) entlassen und es gelang ihm, nach Senftenberg zu kommen. 1947 wurden der Verlag und alle Betriebsteile enteignet. Die Druckerei in Ruhland wurde VEB Lausitzdruck Ruhland. Noch 1989 wurden Koch- und andere Bücher, auch auf Sorbisch, hier gedruckt.

### Elster-Chronik

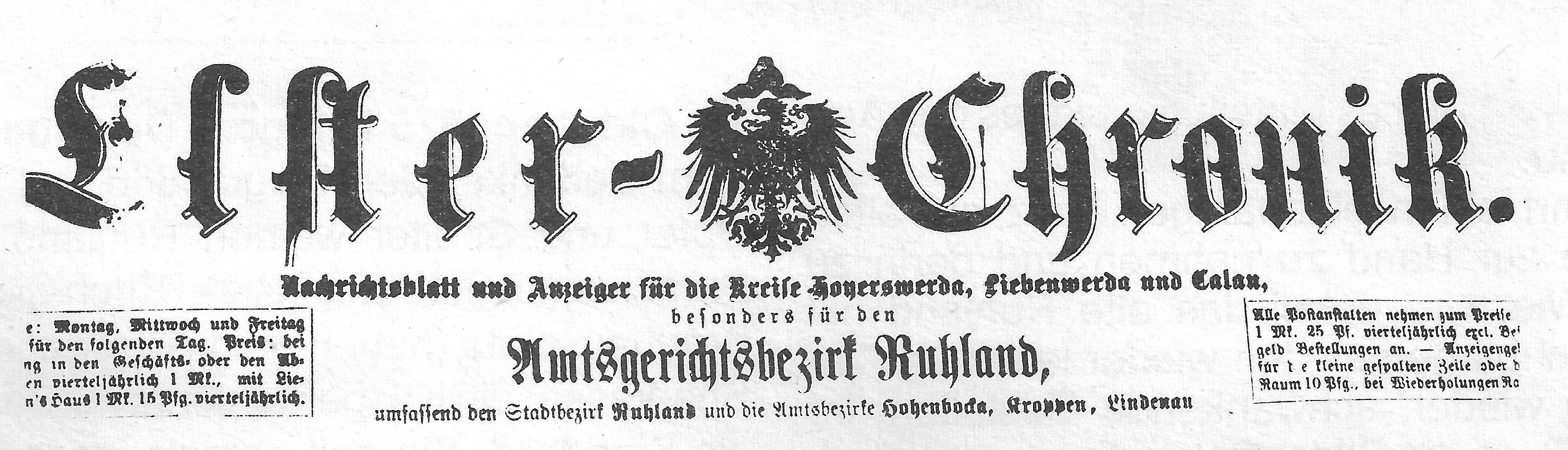
Erste Oktober-Ausgabe 1875

Seit Oktober 1875 erschien die „Elster-Chronik“ im Grubann-Verlag. Carl Georg Grubann war ab 1892 – Geschäftsaufgabe von Friedrich Pelz – auch Verleger des „Senftenberger Anzeiger“s (1875–1924 Markt 11, Senftenberg, danach Laugkstraße 19)
Der Senftenberger Anzeiger hatte sechs Lokalausgaben: Elster-Chronik, Ortrander Stadtbote, Wochenblatt für Altdöbern, Grossräschener Anzeiger, Lautawerks-Anzeiger, Annahütter Werksbote. Der Inhalt war identisch, nur die „Headline“ wurde ausgetauscht, worauf man später verzichtete: in lokalen Archiven findet sich nach Dezember 1933 die „Elster-Chronik“ nicht mehr. Zwischen 1947 und 1950 erschien der Senftenberger Anzeiger als eine Art Aushangblatt im A3-Format. Er bestand aus amtlichen Mitteilungen der Stadt, der Parteien und sonstigen Massenorganisationen sowie einem lokalen Anzeigenteil. Pro Woche erschien ein solches Blatt, beidseitig bedruckt.
Mit der Bildung der Bezirke erhielt die Redaktion Lausitzer Rundschau den Auftrag, ab 15. August 1952 als Organ der Bezirksleitung Cottbus der SED in Cottbus zu wirken. Der Senftenberger Anzeiger wurde Lokalteil. Die Lausitzer Rundschau erscheint immer noch täglich mit Regionalausgaben in Senftenberg.
Die „Elster-Chronik“ war und ist eine Fundgrube für Ruhlander Heimatforscher. Horst Bormann brachte in einer Artikelserie unter dem Titel „Die Elster-Chronik weiss es noch (Ruhland vor 100 Jahren)“ eine heimatgeschichtliche Reihe im Amtsblatt der Stadt (später des Amtes) Ruhland. Dies weckte das Interesse und stellte darüber hinaus auch bereits vergessenes Archivmaterial einer breiten Öffentlichkeit zur Verfügung.

### Jüngste Geschichte

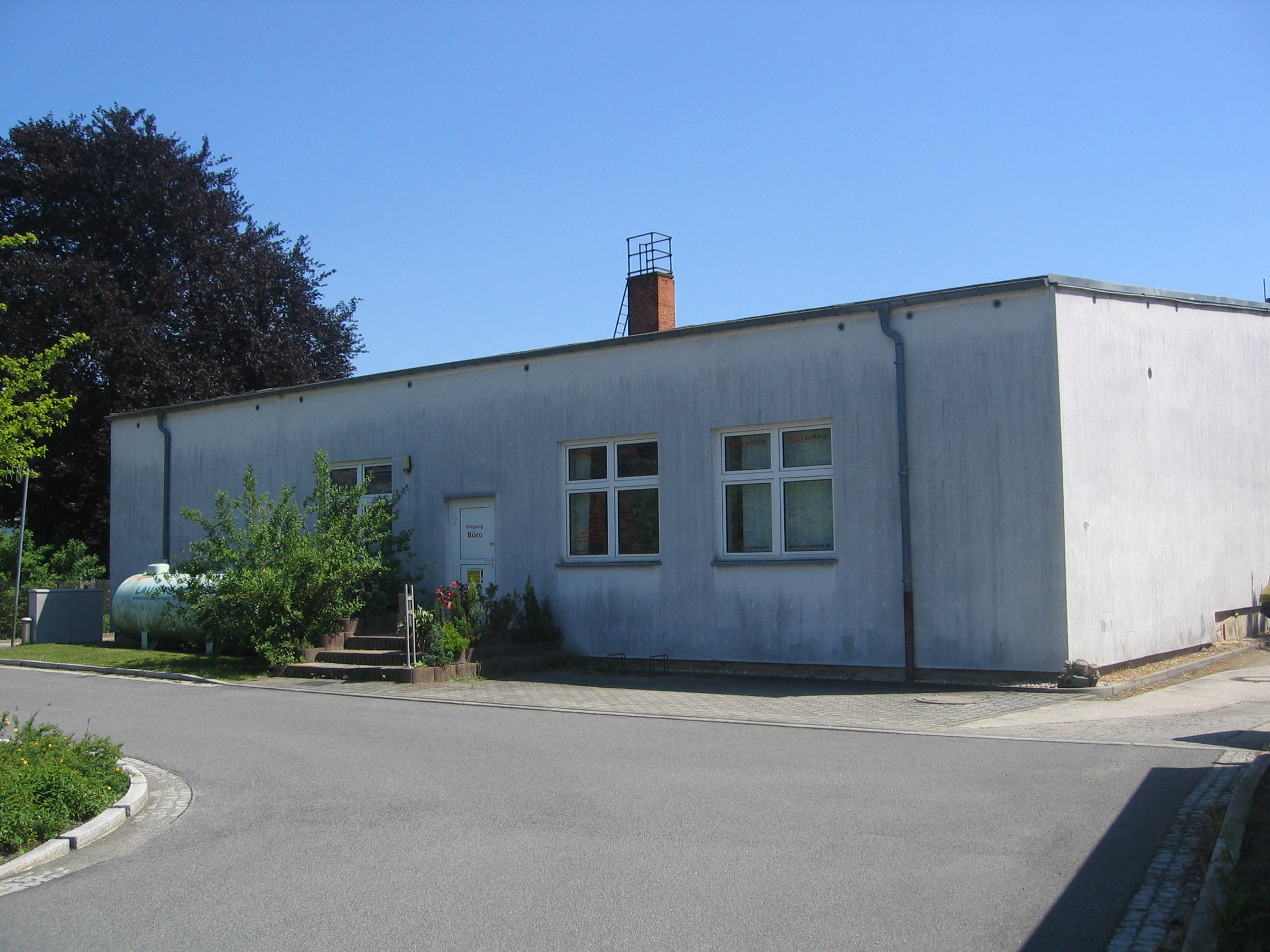
Berliner Straße 19a, Spot-online

Das Gebäude wurde im Jahr 2000 an eine Ruhlander Familie verkauft, die 2001 bis 2003 die Bausubstanz sicherte. In den Jahren 2003 bis 2014 befand sich im Erdgeschoss eine Reparaturwerkstatt und Verkauf für Heimelektronik (TV-, Video- und CD-Geräte-Servicecenter).
In der Berliner Straße 19a, ursprünglich Nebengebäude-Komplex zur Druckerei, befindet sich seit 1991 eine Druckerei und Werbe-Agentur, zuletzt Spot-online Ruhland. Von Januar 1993 bis Oktober 2010 wurde hier das Ruhlander Amtsblatt gedruckt.

## Druckerzeugnisse (unvollständig)
- Senftenberger Anzeiger[7]
- Geologische Charakterbilder aus der Niederlausitz (Reihe, mehrere Autoren)[8]
  - Der Koschenberg von Wilhelm Nuss / Mit e. Beitr. v. Bruchmeister Birke. Hrsg. im Auftr. d. Vereins f. Heimatpflege Senftenberg u. Umgegend 1925[9]
- Grund-Gesetz des Turn-Vereins zu Bernsdorf Turn-Verein Bernsdorf 1895[10]
- Festschrift zur Feier des 25jährigen Bestehens des Lausitzer Elstergaues (Kreis 3b der Deutschen Turnerschaft), gegr. 1886 von Paul Prätorius 1911[11]
- Und wurden nicht zuschanden! : Predigt über Psalm 22,5 u. 6. zur Hundertjahrfeier der Erhebung Preussens von Jakob Vetter 1913[12]
- Predigt über Psalm 84,6 u. 7 zur Wiedereröffnung der Schlosskapelle in Guteborn gehalten am 3. Sonntag nach Trinitatis, 28. Juni 1914 von Jakob Vetter 1914[13]
- Gelegenheitszauber: Gedichte von Paul Wilke 1920[14]
- Bauernaufruhr: Erzählung aus d. Revolutionszeit von Gustav Mix 1922[15]
- Chronik der Stadt Ruhland Klepper 1922[16]
- Über Arhinencephalie mit medialer Kiefernspalte von Kurt Reuter 1922[17]
- Chronik der Stadt Senftenberg und der zum ehemaligen Amte Senftenberg gehörigen Ortschaften nach authentischen Quellen bearbeitet von G. Paulitz von Johann Gottlieb Paulitz 1923[18]
- Die Lausitz im Zeitalter der ost-deutschen Kolonisation, von Dr. Rudolf Lehmann 1923[19]
- Festschrift zur Feier des 30jährigen Bestehens der Städtischen Höheren Mädchenschule und der Mittelschule zu Senftenberg N.-L. ; 1895–1925 1925[20]
- Die Temperaturkurven gesunder und kranker geschlechtsreifer Frauen in Beziehung zur Ovulation und Menstruation von Ruth Brähmig 1926[21]
- Nephrosen und Gelenkerkrankungen von Wilhelm Wieck 1927[22]
- Jahresbericht über das Schuljahr / Städtische Rathenauschule, Reformrealgymnasium mit Realschule zu Senftenberg, N.-L. 1925/26–1931/32[23]
- Bilder aus Senftenbergs Vergangenheit von Rudolf Lehmann 1932[24]
- Der Gegenstand der Vormerkung von Albert Pipo 1932[25]
- Stammbaum der Säuberlichschen Familie Carl August Säuberlich (bearb. u. erg. v. Marie Grubann geb. Schmalzl) 1935[26]
- Der Marsch des Marschall Ney durch die Niederlausitz und das Reitergefecht bei Senftenberg am 17. Mai 1813 von Max Grauhan 1938 (im Ausz. vorgetr. auf d. Sitzung d. Vereins f. Heimatkunde zur Erinnerung an d. 30jähr. Bestehen d. Heimatmuseums in Senftenberg)[27]
- Über die Beziehungen zwischen Ulironblutspiegel und therapeutischem Effekt bei der Gonorrhoebehandlung (1938) von Edith Schmalzl 1939[28]
- Über die Verlaufsdauer des Magenkrebses Werner Hellriegel 1939[29]
- Gruppenakkord auf Schiffswerften Deutsche Arbeitsfront, Reichsarbeitskammer 1944[30]
- Lauta, Kreis Calau: Aus d. Geschichte e. niederlausitz. Dorfes; Festschr. zur 500-Jahrfeier v. Lauta am 18., 19. u. 20. Sept. 1948 von Rudolf Lehmann, hrsg. vom Rat d. Gemeinde Lauta 1948[31]

## Trivia

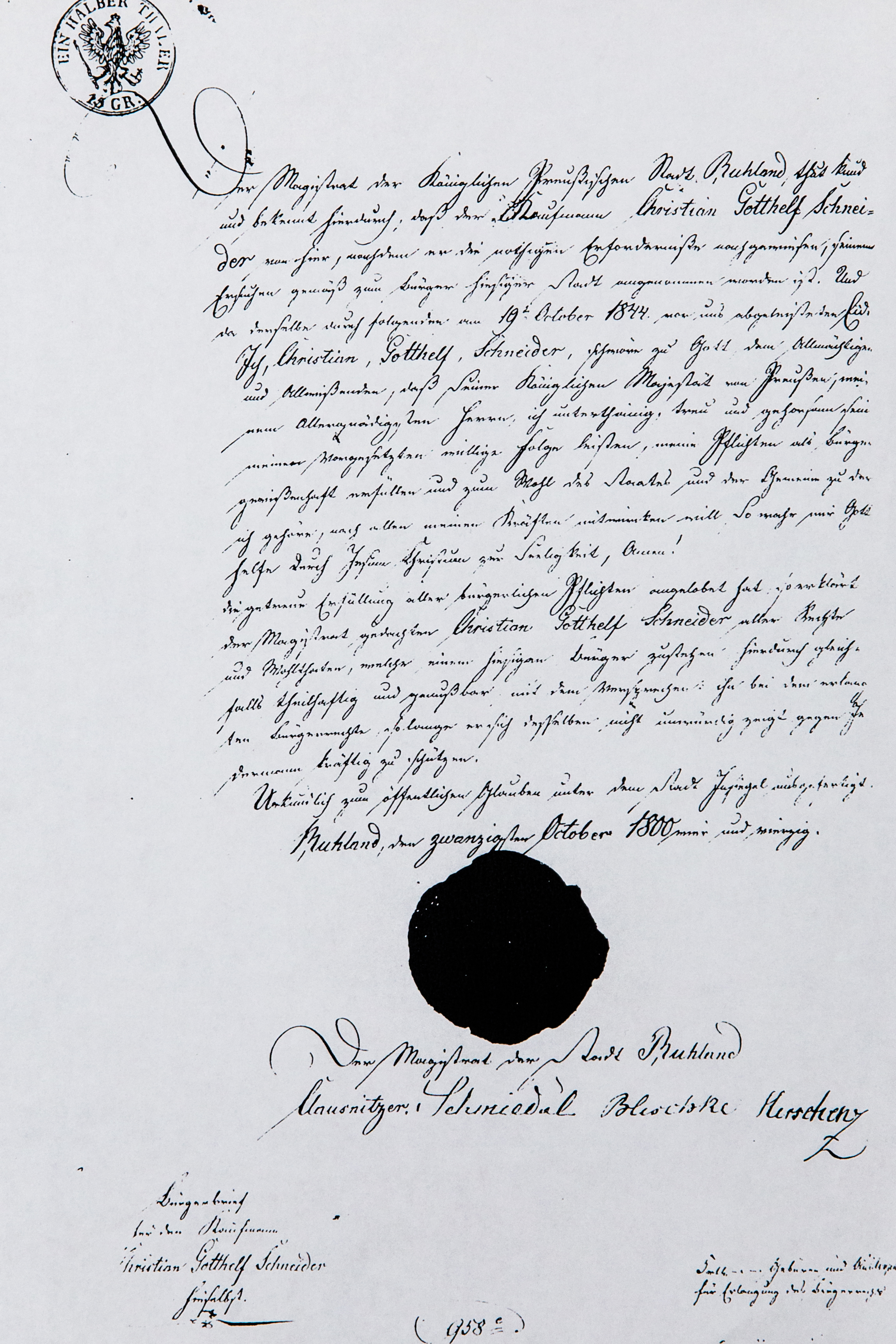
Bürgerbrief ausgefertigt 1844 für Christian Gotthelf Schneider jun.

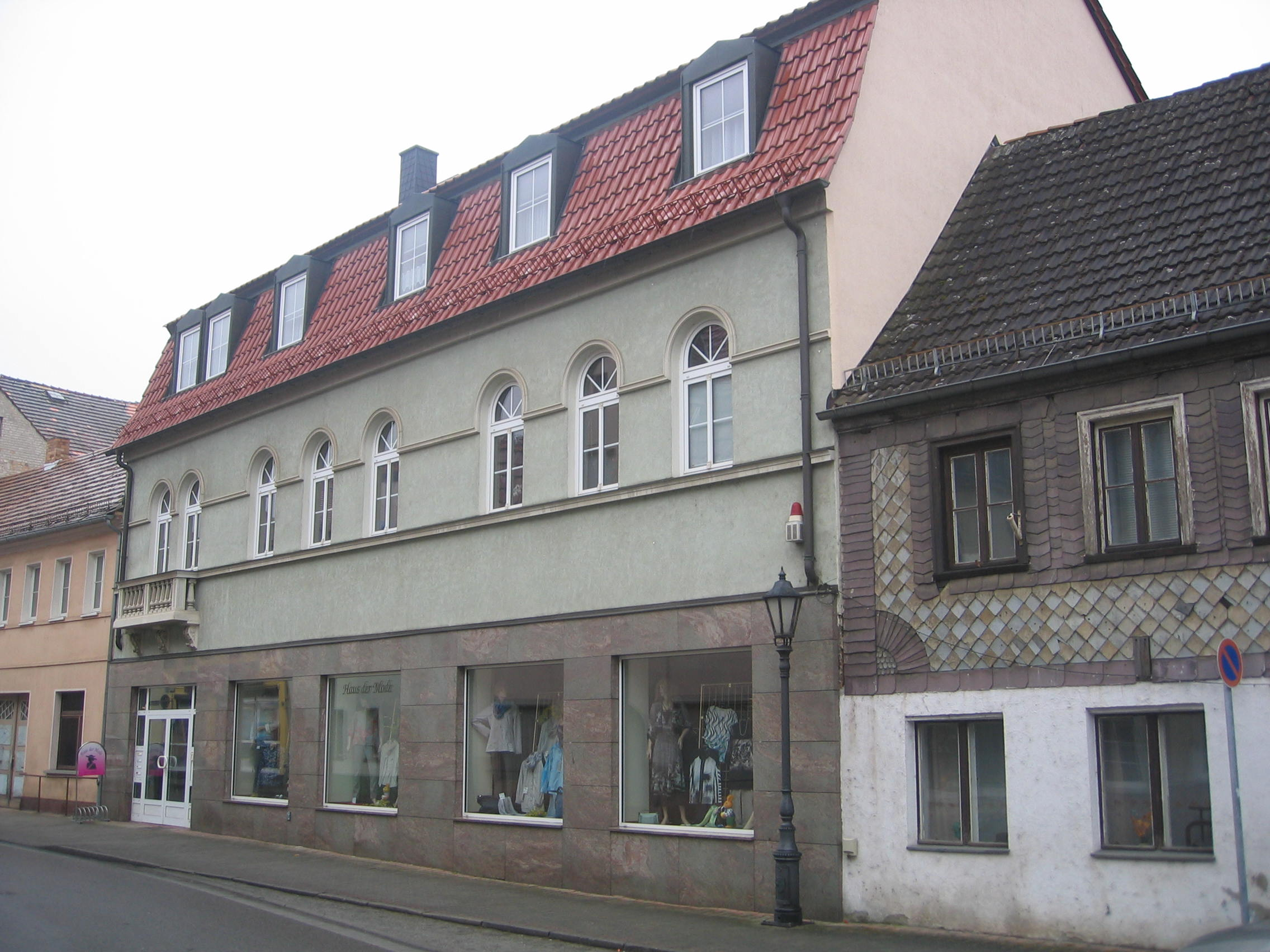
Haus der Mode

Berliner Straße 18; Christian Gottlieb Schneider und seine Nachkommen: 
Beim Stadtbrand vom 24. August 1768 brannte auch das Nachbargebäude Berliner Straße 18, Haus des ehemaligen Bürgermeisters Johann Christian Spahn († 1765, nach der Chronik stieg August der Starke einmal bei ihm ab). 1769 kaufte Christian Gottlieb Schneider von den „Spahnischen Erben“ das Grundstück als „wüste Brandstelle“ und baute dort ein großes „kostbares Wohn-Hauß“. Er selbst, sein Vater und später sein Sohn waren Fisch- und Aalhändler. Diese Innung war in Ruhland bedeutend, Elster-Fische wurden viel nach Dresden verkauft, wo es 1722 sogar ein eigenes Haus für die oftmaligen Besuche dort gab. Christian Gottlieb war von 1793 bis 1811 Bürgermeister, sein Sohn Christian Gotthelf von 1811 bis 1816. Das auffallende Haus in der Zugangsstraße zum Markt war dann auch Plünderungen in Kriegswirren (dem „ersten Ansturm der Soldateska“) ausgesetzt. Nach Familienüberlieferung wurde Christian Gotthelf einmal bis Bautzen als Geisel mitgenommen, und die Stadt löste ihn aus. Der Fischhandel brach ein, als zum Schutz vor Hochwassern die Schwarze Elster begradigt („reguliert“) wurde.
Christian Gotthelf begründete 1819 ein Lebensmittel- und Kurzwaren- („Kolonialwaren“, auch Stoffe)-Geschäft. Die 1830 gegründete Zweigstelle der Oberlausitzer Provinzial- und Nebensparkasse war zuerst in der Apotheke, seit 1833 in diesem Haus. Geschäftsführer („Rendant“) war zuerst Christian Gotthelf jun. und das Amt wurde später vom Vater auf den Sohn weitergegeben. Christian Gotthelf jun. ließ dann auch 1850 das Haus abreißen und von seinem Vetter, dem Baumeister und späterem Baurat Herschenz (auch Vetter der Apothekers-Frau Wesenberg, geb. Schneider) das jetzige Haus bauen. Das Geschäft ging dann an seinen Sohn Ernst Schneider, der es ganz auf reines Textilgeschäft umstellte, und später an dessen ersten Sohn Curt (Christian Gotthelf Bernhard Curt). Ernst Schneider baute 1888 das Seitengebäude und einen Treppenturm im Hof. Unten wurde verkauft, darüber war die Konfektion. Er war 1914–1918 Bürgermeister, trotzdem fast ständig an der Front und wurde 1919 Ehrenbürger. Nach der Inflation wurde 1926 in bescheidenem Maße umgebaut. Von einer schweren Kriegsverletzung erst 1936 durch eine Operation geheilt, wurde Ernst Schneider 1939 wieder als Offizier eingezogen. Zwischenzeitlich wurde das Geschäft aufgegeben und als Lagerraum vermietet: im Krieg an das BRABAG-Werk Schwarzheide, danach an die Firma Trautmann und Muschter, dann an die Konsumgenossenschaft (wieder mit Textil-Verkauf).
Daten der erwähnten Besitzer aus der Familie Schneider
- Christian Gottlieb Schneider      1742–1811 (Bürgermeister 1793–1811)
- Christian Gotthelf Schneider      1777–1847 (Bürgermeister 1811–1823
- Christian Gotthelf Schneider      1807–1877
- Ernst Schneider                   1850–1923 (Bürgermeister 1914–1918)
- Curt Schneider                    1884–1969

(Christian Gotthelf Bernhard Curt)
- Margarete Schneider geb. Schwahn, 1891–1987
- Kinder von Curt und Margarete:

Julius Schneider (Domprediger in Berlin)
Christa geb. Schneider
Annerose Schneider (tätig an der Humboldt-Universität Berlin, wohnte Ilsestr. 4a))
Jüngste Geschichte: Die jetzige Inhaberin Gerda Allewohl lernte 1967 in der Konsum-Verkaufsstelle Haus der Dame und kaufte das Gebäude 1992 von Annerose Schneider. Seit 4. Oktober 1994 ist das Haus der Mode (wieder) Damenmode-Fachgeschäft.